# Светлагорск
Светлагорск или Светлогорск (блр. Светлагорск; рус. Светлогорск) је град у источном делу Републике Белорусије. Административни је центар Светлагорског рејона Гомељске области. До 1961. године носио је име Шатилки (блр. Шацілкі).
У граду је 2010. живело нешто мање од 70.000 становника.

## Географија
Налази се на реци Березини у области Гомељског Полесја, на око 113 km северозападно од административног центра области Гомеља (са којим је повезан друмом преко града Речице). Кроз град пролази железница на релацији Жлобин—Калинкавичи.

## Историја
Према резултатима археолошких истраживања на месту савременог града постојало је рано средњовековно насеље (из периода 6—7. века), а од 13. века ту постоји трајно насеље.
Први писани податак о насељу датира од 15. јула 1560. и ту се помиње насеље Шатилински Астров (блр. Шацілінскі Востраў) као део Литванске Кнежевине. Име насеља вероватно потиче од локалног кнеза Романа Шатила. Године 1569. насеље постаје делом новоосноване Пољско-литванске Уније. Према подацима из 1639. у селу Шатиловичи (блр. Шацілавічы) постојало је 17 кућа, а само насеље је било део тадашњег Речичког повјата.
Негде око 1650. у Шатиловичима је подигнута прва католичка црква. Након распада Пољско-литванске државе 1793. Шатиловичи постају део Руске Империје и улазе у састав Минске губерније.
Кроз Шатиловиче пролази железница 1915. године. Године 1919. постају саставни део новоосноване Белоруске ССР.
Насеље Шатилки јесу 1956. унапређено у статус градске варошице, а две године касније ту је отворена Василевичка термоелектрана. Шатилки 1960. постају центар тадашњег Паричког рејона, а већ следеће године насеље добија садашње име Светлагорск.

## Становништво
Према процени, у граду је 2012. живело 69.210 становника.
| 1979.  | 1989.  | 1999.  | 2009.  | 2012.  |
| ------ | ------ | ------ | ------ | ------ |
| 54.772 | 69.475 | 69.475 | 69.995 | 69.210 |

## Међународна сарадња
Град Светлагорск има потписане уговоре о међународној сарадњи са следећим градовима:
- Обзор, Бугарска
- Бјелск Подласки, Пољска
- Ивантејевка, Русија
- Комунар, Русија
- Кингисеп, Русија
- Келераш, Молдавија
- Хелмштет, Немачка
- Калараш, Румунија
- Чернушка, Русија
- Мендип, Енглеска